# Коровкін Федір Петрович
Фе́дір Петро́вич Коро́вкін (1 червня (14 червня) 1903, Бежецьк, тепер Тверської області Росії — 1 грудня 1981, Москва) — радянський історик-методист. Кандидат педагогічних наук (1961).

## Біографічні дані
Походив із шанованої в Бєжецьку купецької династії Коровкіних (батько — Петро Миколайович Коровкін, мати — Надія Іванівна Ревякіна).
1926 року закінчив історико-архівне відділення Московського університету.
У 1925—1957 роках викладав історію в школах Москви.
У 1945—1981 роках працював у Науково-дослідному інституті змісту та методів навчання Академії педагогічних наук СРСР.
Автор підручника з історії стародавнього світу для п'ятого класу (видавався у 1957—1990 роках; перекладався українською мовою), картин, таблиць та інших наочних посібників.
Був почесним членом історичного гуртка Жванецької середньої школи (село Жванець Кам'янець-Подільського району), 29 серпня 1960 року відвідав школу.

## Характеристика
Доктор педагогічних наук Едуард Костяшкін охарактеризував Коровкіна як людину вольового типу: «І на уроці, і поза ним Федір Петрович владарював залізною логікою, чіткістю викладення матеріалу, великою кількістю надзвичайно цікавих фактів, він підкоряв своєю найглибшою повагою до предмету, серйозністю, примушуючи учнів серйозно працювати, беззаперечно виконувати всі його вимоги. Проте задушевних стосунків із цим учителем, попри його підкреслені делікатність і такт, в учнів не було, закоханність у нього була якоюсь „дистанційною“».

## Відзнаки і нагороди
- Заслужений учитель школи РРФСР (1973).
- Лауреат Державної премії СРСР (1973) — за підручник з історії стародавнього світу.

## Праці
Основні праці присвячено розробці змісту та методики викладання історії в школі, питанням формування світогляду учнів, проблемам шкільного підручника.
- Питання науково-методичного обґрунтування підручника з історії стародавнього світу в середній школі (Москва, 1960).
- Педагогічні вимоги до шкільних підручників та інших навчальних книг з історії (Москва, 1961).
- Методика навчання історії стародавнього світу та середніх віків у 5—6 класах (Москва, 1970; співредактор).
- Методика навчання історії в середній школі (частина 1 — Москва, 1978; співавтор і відповідальний редактор).